# USB-C

Connector USB-C

USB-C (USB Tipus C, eng: USB Type-C) és una especificació del connector USB que passa a 24 pins i de connexió reversible, per a transportar dades i energia.
L'especificació USB Type-C 1.0 va ser publicada per l'USB Implementers Forum i es va finalitzar a l'agost de 2014. Va ser desenvolupada més o menys al mateix temps que l'especificació USB 3.1.

## Història
L'agost de 2014, la (USB-IF), organització formada per empreses com Intel, Microsoft, HP i Apple entre moltes altres i que decideix sobre l'estàndard de l'USB, va publicar l'especificació del nou connector USB, també conegut com a "Tipus C", que implementa un nou tipus de connector reversible. Aquest tipus de connector, a més d'oferir comoditat pel seu disseny reversible, ofereix una velocitat de transmissió fins a 10 Gbit/s. Com a subministrador d'energia : 2A sobre 5V, i opcionalment, també 5A sobre 12V (60W) o 20V (100W). Aquesta és la raó per la qual el nou ordinador MacBook pot ser alimentat simplement a través de la seva connexió USB basant-se també en la nova especificació USB 3.1.
El nou tipus de connector està pensat per ser el successor de tots els anteriors (Tipus A i B), que quedaran obsolets quan el nou USB-C s'implementi en tota mena de dispositius mòbils i de sobretaula. En aquest sentit la Unió Europea ha dictaminat l'obligació per a comercializar nous productes d'electrònica de consum que tinguin aquesta mena de connector per a la càrrega elèctrica el 28 de desembre del 2024 (p.ex. smartphones, auriculars, ratolins, tablets, càmeres) deixant marge fins al 28 d'abril del 2026, excepcionalment, per als ordinadors portàtils.

## Especificacions del cable i del connector USB tipus C
L'especificació USB-C porta un nou connector reversible per a dispositius USB 3.1. El connector USB-C serà usat en tots dos dispositius sigui amfitrió o hoste, reemplaçant així els diferents connectors tipus-A i tipus-B i cables amb un estàndard future-proof similars al Lightning d'Apple i al Thunderbolt. El connector de doble costat de 24 pins proveeix 4 parells power/ground, dos parells diferencials per al port de dades USB 2.0 (encara que en el cable USB-C solament té implementat un parell), quatre parells per al port de dades high-speed, dos pins de "ús de banda lateral" i dos pins de configuració per a la detecció d'orientació del cable, canal de dades amb configuració BMC dedicada (biphase mark code) i VCONN +5 V de potència per a cables actius. Els cables/adaptadors Tipus-A i Tipus-B seran requerits per a dispositius heretats amb la finalitat de connectar a amfitrions USB-C, No obstant això, adaptadors/cables amb un receptacle de Tipus-C no estan permesos.
Els cables USB 3.1 de tipus-C amb totes les característiques són cables actius electrònicament marcats i contenen un xip amb una funció d'identificació basat al canal de configuració de dades i missatges definits pel proveïdor (VDM) de l'especificació "USB Power Delivery 2.0". Els dispositius USB 3.1 de Tipus-C també suporten corrents d'alimentació d'1.5 A i 3.0 A través del bus de 5 V de tensió, a més de la línia de base 900 dt.; els dispositius poden o bé negociar un augment de corrent USB a través de la línia de configuració, o poden recolzar opcionalment l'especificació completa "Power Delivery" utilitzant tant la línia de configuració amb codi de BMC i la línia VBUS codificat-BFSK legacy.
Funcionalitat de cada pota del connector USB-C:
|                                                                         |                                                         |                                                         |                                                         |                                                         |                                                         |
| Disposició de les clavilles del receptacle A de tipus C                 | Disposició de les clavilles del receptacle A de tipus C | Disposició de les clavilles del receptacle A de tipus C | Disposició de les clavilles del receptacle B de tipus C | Disposició de les clavilles del receptacle B de tipus C | Disposició de les clavilles del receptacle B de tipus C |
| Pin                                                                     | Nom                                                     | Descripció                                              | Pin                                                     | Nom                                                     | Descripció                                              |
| A1                                                                      | GND                                                     | Retorn de terra                                         | B12                                                     | GND                                                     | Retorn de terra                                         |
| A2                                                                      | SSTXp1                                                  | Parell trenat SuperSpeed #1, TX, positiu                | B11                                                     | SSRXp1                                                  | Parell trenat SuperSpeed #2, RX, positiu                |
| A3                                                                      | SSTXn1                                                  | Parell trenat SuperSpeed #1, TX, negatiu                | B10                                                     | SSRXn1                                                  | Parell trenat SuperSpeed #2, RX, negatiu                |
| A4                                                                      | VBUS                                                    | Alimentació del Bus                                     | B9                                                      | VBUS                                                    | Alimentació del Bus                                     |
| A5                                                                      | CC1                                                     | Canal de Configuració                                   | B8                                                      | SBU2                                                    | Ús de banda lateral (SBU)                               |
| A6                                                                      | Dp1                                                     | Parell trenat No SuperSpeed, position 1, positiu        | B7                                                      | Dn2                                                     | Parell trenat No SuperSpeed, position 2, negatiu        |
| A7                                                                      | Dn1                                                     | Parell trenat No SuperSpeed, position 1, negatiu        | B6                                                      | Dp2                                                     | Parell trenat No SuperSpeed, position 2, positiu        |
| A8                                                                      | SBU1                                                    | Ús de banda lateral (SBU)                               | B5                                                      | CC2                                                     | Canal de Configuració                                   |
| A9                                                                      | VBUS                                                    | Alimentació del Bus                                     | B4                                                      | VBUS                                                    | Alimentació del Bus                                     |
| A10                                                                     | SSRXn2                                                  | Parell trenat SuperSpeed #4, RX, negatiu                | B3                                                      | SSTXn2                                                  | Parell trenat SuperSpeed #3, TX, negatiu                |
| A11                                                                     | SSRXp2                                                  | Parell trenat SuperSpeed #4, RX, positiu                | B2                                                      | SSTXp2                                                  | Parell trenat SuperSpeed #3, TX, positiu                |
| A12                                                                     | GND                                                     | Retorn de terra                                         | B1                                                      | GND                                                     | Retorn de terra                                         |
| 1. Només hi ha un parell trenat No SuperSpeed differential en el cable. |                                                         |                                                         |                                                         |                                                         |                                                         |

## Cables
- Els cables USB-C 3.1:[7]
  - Tenen les prestacions màximes del protocol (velocitats fins a 10 GHz full-duplex)
  - Disposen d'un circuit integrat per a identificar electrònicament el cable.
  - Quant a subministrament d'energia segueixen l'especificació USB Power Delivery 2.0[8]
  - Longitud del cable màxima d'1 metre.
- Els cables USB-C 2.0:
  - No tenen els parells trenats de Super Velocitat, ni potes de bandes laterals, ni cables addicionals d'energia.
  - Longitud del cable màxima de 4 metres.
- Tots els cables UCB-C han de suportar un corrent de 3 A (fins a 60W). Els cables de major potència han d'anar identificats electrònicament.

## Mode alternatiu
El mode alternatiu dedica alguns dels cables físics en el cable Tipus-C per a la transmissió directa de dispositiu-a-amfitrió d'una gran quantitat de protocols de dades alternatives. Els quatre carrils d'alta velocitat, dos pins de banda lateral, i -per a port, dispositiu desmuntable i aplicacions de cable permanents solament - dues clavilles USB 2.0 i un pin de configuració es poden utilitzar per a la transmissió de mode alternatiu. Els modes es configuren mitjançant VDM a través del canal de configuració. A desembre de 2014, les implementacions Mode Alt inclouen DisplayPort 1.3 i MHL 3.0; Altres protocols serials com PCI Express i BASE-T Ethernet són possibles

## Productes
- El març de 2015, Apple llança un nou model MacBook més fi que MacBook Air i que equipa un connector USB Type-C. D'altra banda, Google anuncia aquest tipus de connector per a properes tablets i mòbils Android.[9]
- Huawei Nexus 6P
- LG Nexus 5X
- OnePlus 2
- Gionee S6, Meizu PRO 5, XIaomi PRO5, Xiaomi Mi 4c, Microsoft Lumia 950 & 950 XL, LeEco Le 1s and Le 1s Eco, Xiaomi Mi 5, Gionee Marathon M5 Plus, Gionee Marathon M5 Plus, LeEco Le Max 2
- Huawei P9,Vivo Xplay5 Elite,ZOPO Speed 8,ZTE Axon 7,Nextbit Robin,LG V20,Huawei P9 Plus,Smartron t.phone,Huawei Nova,Huawei Nova Plus,Meizu MX6,Nubia Z11,Meizu Pro 5,Meizu Pro 6,HTC 10,Samsung Galaxy Note7,LG G5,ZUK Z2 Pro,Moto Z,Moto Z Force,ASUS ZenFone 3,ASUS ZenFone 3 Deluxe,ASUS ZenFone 3 Ultra,Lenovo ZUK Z1,Gionee S6,Gionee S Plus,Intex Aqua Secure,Sony Xperia L1,Sony Xperia L2,Sony Xperia XZ2 i XZ2 Compact,Sony Xperia XZ,Lenovo Z2 Plus[10]